# Ерл Янг
Ерл Верделл Янг (англ. Earl Verdelle Young; нар. 14 лютого 1941) — американський легкоатлет, який спеціалізувався в бігу на короткі дистанції.

## Із життєпису
Олімпійський чемпіон в естафеті 4×400 метрів (1960).
Олімпійський фіналіст (6-е місце) у бігу на 400 метрів (1960).
Дворазовий чемпіон Панамериканських ігор в естафетах 4×100 та 4×400 метрів (1963).
Ексрекордсмен світу в естафетах 4×400 метрів та 4×440 ярдів.

## Основні міжнародні виступи
| Рік  | Змагання             | Місто     | Місце | Дисципліна |
| ---- | -------------------- | --------- | ----- | ---------- |
| 1960 | Олімпійські ігри     | Рим       | 6     | 400 м      |
| 1960 | 1                    | 4×400 м   |       |            |
| 1963 | Панамериканські ігри | Сан-Паулу | 1     | 4×100 м    |
| 1963 | 1                    | 4×400 м   |       |            |